# Ralph Johnson (musicista)
Ralph Randolph Johnson (Los Angeles, 4 luglio 1951) è un cantante, compositore, musicista e produttore discografico statunitense.
Johnson è meglio conosciuto come percussionista della band Earth, Wind & Fire, vincitori del Grammy Award e inseriti nella Rock and Roll Hall of Fame.

## Primi anni
Johnson è nato e cresciuto a Los Angeles. Suo padre era un autore di testi e sua madre una cantante, è cresciuto in una casa dove c'era sempre musica. All'età di otto anni ha preso la sua prima lezione di batteria. Johnson ha sviluppato un amore per la musica R&B, ascoltando principalmente Motown e Stax e Sly & The Family Stone. Ha suonato nelle band scolastiche delle scuole elementari, medie e superiori. All'età di 13 anni, ha assistito a un concerto di James Brown, il suo primo concerto dal vivo, ed è rimasto folgorato dalla presenza di tre set di batteria sul palco. Nel 1965, il fratello di Johnson lo ha introdotto al jazz. Si unisce quindi alle band locali "The Teen Turbans" e "The Masters Children".

## Earth, Wind and Fire
Nel 1971, il musicista Maurice White, fondatore e leader degli Earth, Wind & Fire, sciolse la band dopo aver registrato due album per la Warner Brothers Records, lasciando solo lui e suo fratello, il bassista Verdine White. Nel dicembre 1971, dopo che White vide Johnson suonare in un club di Los Angeles, gli chiese di fare un provino per la nuova formazione degli Earth, Wind & Fire. White strutturò la nuova line-up con Johnson, la cantante Helena Davis, il cantante Phillip Bailey, il flautista Ronnie Laws, il tastierista Larry Dunn e il chitarrista Roland Bautista. La cantante Jessica Cleave, ex membro dei Friends of Distinction, ha poco dopo sostituito Davis. I nuovi membri, insieme ai fratelli White, diventarono la nuova formazione degli Earth, Wind & Fire. Nel 1972 lasciarono la Warner Brothers e registrarono il loro album "The Last Days and Times" per la CBS / Columbia Records .
Johnson è stato inserito nella Rock & Roll Hall of Fame come percussionista degli Earth, Wind & Fire; ha ricevuto 6 Grammy e 2 Grammy onorari, ha una stella sulla Hollywood Walk Of Fame, inoltre ha vinto 50 premi RIAA platino e oro, 4 American Music Awards. Gli Earth, Wind and Fire hanno venduto oltre 90 milioni di dischi, diventando una delle band più vendute di sempre.

## Progetti solisti
Nel 2000, Johnson si è spostato a Copenaghen, in Danimarca, con Morris Pleasure per dare vita ad un nuovo progetto jazz concettuale. I membri dell'ensemble jazz noto come "Auto Caviar" erano Johnson, Pleasure e Steen Kyed. La band ha pubblicato un album intitolato "Transoceanic", che include collaborazioni di artisti tra cui Howard Hewett, Janet Jackson, il compagno di band di Johnson, Phillip Bailey, Jonathan Butler, George Duke e altri.
Nel 2014, Johnson ha collaborato con il cantante e scrittore Siedah Garrett e insieme hanno pubblicato una canzone di Natale intitolata "Have a Very Merry Christmas" scritta da Johnson, Garrett, Erik Nuri e Raymond Crossley. La canzone è stata inclusa nel film del 2019 "Holiday Rush" con la cantante Darlene Love.
Nel 2019, Johnson ha avviato un progetto solista intitolato "Co-Swagit (Everything's Cool)".
Nel marzo 2020, Johnson e il pianista jazz Gerald Clayton hanno pubblicato un singolo intitolato "Smooth and You" scritto da Johnson, Raymond Crossley, Gerald Clayton e D. Stone. La canzone è stata prodotta da Johnson e Crossley.
Johnson ha lavorato con un grande numero di artisti in diversi ruoli. Come percussionista nell'album del 1978 Message From The Magic dei Blue Magic e nell'album Tender Togetherness del 1981 di Stanley Turrentine. Ha lavorato come produttore delle Temptations per il loro album del 1984 Truly For You ha prodotto per Howard Hewett l'album del 2008 Howard Hewett Christmas. Johnson ha anche lavorato con Drake, Nathan East e Meghan Trainor e altri ancora.

## Vita privata
Johnson è sposato con Merced Susie Johnson e ha due figli. Ralph e sua moglie risiedono a Woodland Hills, in California. Hanno celebrato il loro 41 ° anniversario nel giugno 2020. Johnson è un fervente appassionato del jazz.
Quando Johnson non è in tour, lavora come assistente istruttore di karate per il dojo del suo insegnante Mark Zacharatos. Johnson ha conseguito due cinture nere, un Tang Soo Do di 1º grado e un 3º grado in Kung Fu Sansoo. È un sub certificato con una certificazione avanzata per il mare aperto e un allievo pilota. Johnson è anche un collezionista d'arte.

## Discografia

### Con altri
- 1978 – Blue Magic, "Message From The Magic" album (Batteria)[14]
- 1981 – Stanley Turrentine, "Tender Togetherness" (Percussioni)[15]
- 1984 – The Temptations, "Treat Her Like A Lady" single (Co-Produttore)[22]
- In 2001 – Jay-Z ha campionato il brano di Johnson "Song Cry" utilizzato per nel suo primo Blueprint CD.[21]
- 2003 – Audio Caviar, (Album) "Transoceanic" (Percussioni, batteria, co-arrangiatore, co-compositore and co-produttore).[8][23]
- 2008 – Howard Hewett, "Howard Hewett Christmas" (Produzione audio, batteria)[16]
- 2014 – Johnson e Siedah Garette, "Have A Very Merry Christmas" (Co-compositore e esecutore)
- 2016 – Nathan East, "Serpentine Fire" (Artista ospite, voce)[24]
- 2017 – Nathan East, "Reverence" (Artista ospite, percussioni)[25]
- 2019 – Johnson, "Co-Swagit (Everything's Cool)" (Autore, esecutore)[26]
- 2020 – Meghan Trainor, "	"Holidays" dal suo album, "A Very Trainor Christmas" (Compositore, percussioni)[17]
- 2020 – Drake, "When to Say When" (Compositore)[27]
- 2020 – Ralph Johnson eEric Clayton, "Smooth and You" (Co-autore e Co-produttore)

## Premi

### Premi RIAA
Album multi-platino
- 1975 – That's The Way of the World
- 1975 – Gratitude
- 1976 – Spirit

Album di platino
- 1973 – Head to the Sky
- 1974 – Open Our Eyes
- 1981 – Raise!

Album d'oro
- 1980 – Faces
- 1983 – Powerlight
- 1987 – Touch The World
- 1988 – The Best Of Earth, Wind & Fire Vol. II
- 2003 – The Essential Earth, Wind & Fire

Singoli d'oro
- 1975 – Shining Star
- 1975 – Singasong
- 1976 – Getaway
- 1978 – September
- 1978 – Got To Get You into My Life
- 1979 – Boogie Wonderland
- 1979 – After The Love Has Gone
- 1981 – Let's Groove

### Induzioni
- 1995 – Star on Hollywood's Walk Of Fame[5]
- 2000 – Rock & Roll Hall Of Fame[3]
- 2003 – Induzione alla Hollywood's RockWalk
- 2003 – Induzione al The Vocal Group Hall Of Fame[28]
- 2012 – Beacon of Change award al Beacon Awards Banquet[29]
- 2019 – Kennedy Center Honors[30][31]

### Grammy Awards
- 2016 – Lifetime Achievement Award[32]
- 2008 – GRAMMY Hall Of Fame, "Shining Star"
- 2004 – NARAS Signature Governors Award
- 1982 – Miglior Performance R&B di un duo o un gruppo vocale, "Wanna Be With You"[33]
- 1979 – Miglior Performance vocale R&B di un duo, gruppo o coro, "After The Love Has Gone"
- 1979 – Miglior Performance Strumentale R&B, "Boogie Wonderland"
- 1978 – Miglior Performance Vocale R&B di un duo, gruppo o coro, "All 'n All"
- 1978 – Miglior Performance Strumentale R&B, "Runnin'"
- 1975 – Miglior Performance Vocale R&D di un duo, gruppo o coro, "Shining Star"

### American Music Awards
- 1976 - Band, duo o gruppo preferiti - Soul / Rhythm & Blues[34]
- 1977 - Band, duo o gruppo preferiti - Soul / Rhythm & Blues
- 1978 - Band, duo o gruppo preferiti - Soul / Rhythm & Blues
- 1980 - Band, duo o gruppo preferiti - Soul / Rhythm & Blues

### Altri premi
- 1994 - NAACP Hall Of Fame Image Award[34]
- 2002 - BET Premio alla carriera
- 2002 - ASCAP Rhythm & Soul Heritage Award
- 2002 - Premio TV Land's Entertainer
- 2008 - Dottorato Honoris Causa in arte presso il Columbia College di Chicago[35]